# MYSTIC (programme de surveillance)

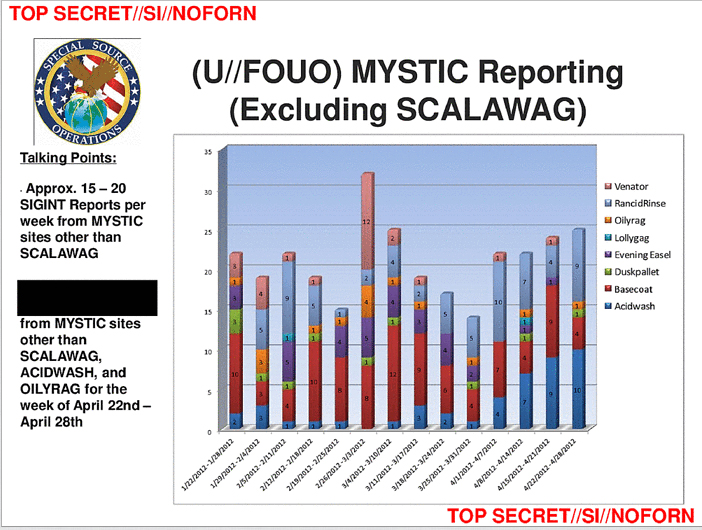
MYSTIQUE de déclaration pour les Philippines (VENATOR), le Mexique (EVENINGEASEL), le Kenya (DUSKPALLET), les Bahamas (COUCHE de base) et la initialement sans nom de pays, de janvier à avril 2012

MYSTIC est un ancien programme secret utilisé depuis 2009 par la National Security Agency (NSA) afin de collecter les métadonnées ainsi que le contenu des appels téléphoniques en provenance de plusieurs pays entiers. Le programme fut dévoilé pour la première fois en mars 2014, sur la base des documents divulgués par Edward Snowden.
MYSTIC opérait sous l'autorité juridique de l'Executive Order 12333.

## Histoire
Le programme MYSTIC  débuta en 2009, mais atteint sa pleine mesure et la capacité d'enregistrer le contenu des appels téléphoniques d'un pays tout entier pendant 30 jours, en 2011. Des documents de 2013 affirment que le programme de surveillance pourrait être étendu à d'autres pays.
Le 18 mars 2014, l'existence de ce programme fut révélée par Le Washington Post, sur la base des documents divulgués par Edward Snowden. Il a été signalé que la NSA avait désormais la capacité d'enregistrer tous les appels téléphoniques d'un pays étranger inconnu.
Le 19 mai 2014, le site web The intercept publié le nom d'un pays dont les appels téléphoniques ont été enregistrés, et a également identifié trois autres pays dont seules les métadonnées téléphoniques ont été recueillies (voir ci-dessous).

## Portée
Dans un sous-programme de MYSTIC appelé SOMALGET, la NSA enregistre et archive activement les contenus de « presque tous » les appels téléphoniques pendant trente jours. Après trente jours, les appels enregistrés sont remplacés par de nouveaux appels téléphoniques, bien que des inquiétudes aient été soulevées quant à la possibilité pour la NSA de stocker les appels téléphoniques indéfiniment,.
Bien que les analystes de la NSA ne puissent écouter que moins de 1 % des appels téléphoniques recueillis par MYSTIC, des millions de clips vocaux sont transmis pour traitement et  stockage chaque mois.
Un représentant de l'American Civil Liberties Union (ACLU) a critiqué le programme, affirmantque la NSA a maintenant la possibilité d'enregistrer tout ce qu'elle veut Il a également été noté que Mystic est la première opération de surveillance de la NSA capable de la surveillance et de l'enregistrement du système de télécommunication d'une nation entière.

## Objectifs
Dès 2013, la NSA a collecté les métadonnées des appels téléphoniques de cinq pays entiers, selon un rapport de The intercept du 19 mai 2014: le Mexique, les Philippines, le Kenya, les Bahamas et dans un pays initialement non identifié.
Pour ces deux derniers pays, la NSA a non seulement recueilli les métadonnées, mais également le contenu des appels téléphoniques. Ceci en vertu du sous-programme SOMALGET.
La teneur des documents de la NSA indique que la surveillance massive illégale des Bahamas a mené à l'arrestation de trafiquants de stupéfiants. Le gouvernement américain n'a pas encore partagé d'informations avec les Bahamas, indiquant malgré tout qu'il le ferait.

### Afghanistan
En mars 2014, l'ancien directeur adjoint de la NSA John C. Inglis avait déjà dit que le dernier pays était l'Irak, mais, le 19 mai, une analyse publiée sur le site Cryptome a identifié ce pays comme étant l'Afghanistan,. Quelques jours plus tard, le 23 mai, WikiLeaks a également signalé que l'Afghanistan était bien le pays dont la NSA avait récolté près de tous les appels téléphoniques.
Le 9 septembre 2015, le Directeur du renseignement national américain James Battant , a déclaré que la divulgation de ce que les journalistes ont cru être MYSTIC et/ou SOMALGET, a conduit le gouvernement afghan à fermer immédiatement un important programme d'intelligence, qui "était la source la plus importante  des forces de protections de notre peuple en Afghanistan", selon le Clapper.